# Душкова къща
Душковата къща е представител на ранните възрожденски къщи в град Копривщица. Те са предимно съградени изцяло от дърво, но вече са снабдени с по-обширни чардаци (отводи), с повече соби и одаи, с акцент върху кьошковете. Къщите имат асиметрична конструкция, като отводът обикновено е отворен по цялата им фасада. В случая на Душковата къща той заема само половината.
Душковата къща има същите помещения в етажа, които са поставени в същия ред, както и при други къщи, височината на помещенията си остава значителна за времето – 2,20 м. Тук е предвидена и втора „соба“ от другата страна на пруста. Това е довело до удължаване на отвода, който тук е двойно по-голям, тъй като е разположен не само пред „пруста“, но и пред новата южна стая. Кьошкът вече е напълно оформен, като той е повдигнат над общото ниво на отвода. Разделен е от него с красив парапет с колони, които служат за конзоли и по този начин е издаден към двора. Къщата е не само по-голяма по размер, а показва и новия етап в развитието на Копривщенската възрожденска къща.
Променено е значително приземието. На мястото на изнесения извън жилищната сграда на голямо разстояние хамбар, скривалището и избата са отделени и две нови жилищни помещения – „в’къщи“ и „соба“, в които се влиза през долен „отвод“.
Промените в плана са се отразили и на външния вид на сградата. Подчертани са още по-значително удължените пропорции на главната и фасада. Еднораменната стълба е прибрана в унисон с очертанията на „отвода“, а предната стена на първата соба се подравнява с лицето на „отвода“. Така оформеното пространствено изграждане на къщата става още по-прибрано, а дълбоката сянка на „отвода“ помага огряната от слънцето дървена стена на първата „соба“ да изпъкне още по-силно.
Душковата къща се намира на улица „Константин Доганов“ № 3, но не е музей и на е отворена за посещение.